# Lorenzo Luzuriaga
Narciso Eladio Lorenzo Luzuriaga y Medina (Valdepeñas, 29 de octubre de 1889-Buenos Aires, 23 de diciembre de 1959) fue un pedagogo español.

## Biografía

### Estudios básicos y profesionales
Nació en Valdepeñas (provincia de Ciudad Real). Su padre, el maestro nacional Santiago Luzuriaga, era un vasconavarro natural de Murieta, cerca de Estella. Su madre, Ángeles Medina, era una manchega de Socuéllamos. 
Cuando falleció su padre en Bilbao, se instaló con su madre en Aravaca (provincia de Madrid), al amparo de uno de sus hermanastros mayores, Recaredo. Allí concluyó los estudios primarios que había iniciado en Valdepeñas. Estudió Magisterio en Madrid, donde asistía en 1908 como alumno libre al aula de Francisco Giner de los Ríos en el caserón de la calle de San Bernardo, y en la Escuela Superior de Magisterio (creada en 1909), sita en la calle Montalbán, donde tuvo por profesor a José Ortega y Gasset (quien acababa de llegar de Marburgo), que cumplía la función de formar a los profesores de las Escuelas Normales y a los Inspectores de Enseñanza Primaria, título que también obtuvo Luzuriaga, gracias a una beca que le dieron en 1909. Allí frecuentaba la biblioteca del Museo Pedagógico Nacional. Fue una época de penurias: como contó su hijo, tenía que viajar andando nueve kilómetros en alpargatas desde Aravaca a Madrid, llevando en un paquete los zapatos que se ponía al entrar en la ciudad. Gracias a unas notas autobiográficas, sabemos cómo se forjó esta vocación pedagógica:

Nací el 29 de octubre de 1889 en Valdepeñas (Ciudad Real), siendo mi padre maestro (Director de Escuela) de esa población y mi madre, hermana de un maestro de la misma escuela... Tanto mi padre como mi madre se casaron en segundas nupcias, teniendo mi padre un hijo, Fermín, y mi madre otro, Recaredo, que ya eran maestros. Así pues, he tenido padre maestro, dos tíos maestros y dos hermanos maestros: no se puede pedir más pedagogía.

Entró así en contacto con la tercera fase de la Institución Libre de Enseñanza, cuyos frutos más notables fueron la creación en 1907 de la Junta de Ampliación de Estudios (J. A. E.), cuyo secretario era otro ciudarrealeño, José Castillejo, la Residencia de Estudiantes (1910) y el Instituto Escuela (1918). Empezó a estudiar intensamente el alemán y tradujo al español textos pedagógicos de Kant, Pestalozzi y Goethe ya en 1911 y, más tarde, Cómo Gertrudis enseña a sus hijos de Pestalozzi y la Pedagogía general de Johann Friedrich Herbart. Fue amigo también de Manuel Bartolomé Cossío, quien le presentó a Francisco Giner de los Ríos y con el que colaboró en el Museo Pedagógico Nacional, y fue alumno y maestro de la Institución Libre de Enseñanza. También tenía como compañeros a Rufino Blanco, Luis de Zulueta, Luis Simarro Lacabra, Adolfo Álvarez-Buylla etc.
En 1912 forma parte con las mejores notas de la primera promoción de la ESM, y es nombrado Inspector de Primera Enseñanza de la zona de Ginzo de Limia (Orense); en ese mismo año se casa con María Luisa Navarro, feminista y graduada también como la sexta de su promoción en la ESM; pertenecía a una familia aristocrática de Cádiz, y como su padre era un fervoroso general republicano que tuvo que atravesar varios años de exilio, María Luisa había nacido en Sète (Francia) y solo había vuelto a Cádiz cuando tenía seis años; allí se educó junto a su primo, el compositor Manuel de Falla; después estudió Magisterio en Madrid, y se especializó en enseñanza de sordomudos, publicando como su marido artículos en El Sol y en el Boletín Escolar (1917), que ellos mismos fundaron y que acabó formando la Revista de Pedagogía (1922-1936), entre otras actividades. Ambos marcharon a Alemania en viaje de novios pensionados por la Junta para la Ampliación de Estudios para completar sus estudios de Pedagogía. Por su parte, Lorenzo permaneció dos años en las Universidades de Marburgo, Jena y Berlín con una beca completa de la JAE, y entrando en contacto con los profesores Münch y Rein. Por entonces tiene por mentores a pedagogos sociales como Johannes Tews (propulsor de la Einheitsschule), Georg Kerschensteiner y Paul Natorp; nace allí lo que será una preocupación constante a lo largo de su vida: la escuela unificada, que él prefería llamar "escuela unitaria".

### Periplo intelectual y político
A su regreso se incorporó a la Liga de Educación Política auspiciada por José Ortega y Gasset y Manuel Azaña, miembros de la Generación del 14 o Novecentismo, y a la Escuela Nueva de Manuel Núñez de Arenas. Fue el artífice del programa educativo del PSOE, partido al que estaba afiliado. Le nombraron inspector agregado al Museo Pedagógico de Madrid y secretario de publicaciones de dicha entidad. Fue vocal del Consejo Nacional de Cultura y secretario técnico del Ministerio de Instrucción Pública. Colaboró en la revista novecentista España, en el Boletín de la ILE, en El Socialista y, entre 1917 y 1921, en el periódico El Sol, en una sección que aparecía los lunes bajo el título de "Pedagogía e Instrucción Pública". En 1922 fundó la Revista de Pedagogía, fundamental en la disciplina durante la anteguerra civil. Durante la Segunda República fue catedrático de pedagogía en la Facultad de Filosofía y Letras de Madrid y se exilió en Gran Bretaña y Argentina tras la guerra civil española, en 1939.

### Producción en el exilio
Ese mismo año apareció en Buenos Aires su traducción de Experiencia y educación de John Dewey. Fue profesor en la Universidad Nacional de Tucumán y se trasladó luego a Buenos Aires en 1944, donde empezó a trabajar como director de la "Colección Pedagógica" de la Editorial Losada, cuyo comité de lectura era un nidal de refugiados republicanos españoles. Tradujo además Mi credo pedagógico y otras obras de John Dewey, cuya filosofía pedagógica había contribuido a difundir en España desde 1916 junto con Domingo Barnés y Eugenio d'Ors, y también vertió al castellano otras obras de Donald Kirpatrick, Karl Bühler y Wilhelm Dilthey. También trabajó para la Editorial La Lectura. En junio de 1947, Victoria Ocampo invitó a Luzuriaga a una recepción dada en honor de Julian Huxley, a la sazón presidente de la UNESCO y amigo de la directiva de la revista Sur. Esta será la ocasión para él, ante el más alto representante de la UNESCO, de denunciar el genocidio cultural conducido por el régimen franquista. Colabora asimismo en La Nación de Buenos Aires con artículos de tema educativo, pero también reitera su denuncia de la política educativa franquista; sin embargo no publica ningún comentario sobre la situación en España entre abril y octubre de 1946, porque durante ese periodo intentó hacer liberar a su hijo, Jorge Luzuriaga, detenido en una prisión española, pidiendo ayuda a Américo Castro y Eugen Millington-Drake; consiguió al fin que pudiera embarcarse para Argentina en octubre de 1946. Por otra parte, fundó, junto a Francisco Ayala, que estaba también en la editorial Losada, la revista Realidad, que publica dieciocho números entre enero de 1947 y diciembre de 1949. Según Ayala, era "una revista de ideas, de sesgo marcadamente ensayístico y crítico, excluyendo de sus páginas los textos de pura invención poética, verso o prosa". La publicación, dirigida por el filósofo argentino Francisco Romero, se caracteriza por la diversidad de sus artículos. Fue profesor y vicedecano de la Universidad de Tucumán. Entre 1954 y 1955 dio clases en la Universidad Central de Caracas y en 1956 regresó a Buenos Aires, siendo profesor de Didáctica e Historia de la Educación en la Facultad de Filosofía y Letras.

### Promoción de la Escuela Nueva
Luzuriaga llevó a cabo una intensa actividad publicista en temas de educación, difundiendo en España las ideas del movimiento de la Escuela Nueva, sobre todo a través de la Revista de Pedagogía que él fundó en 1922. Participó activamente en la política educativa de la Segunda República española, cuyo programa escolar (escuela única, activa, pública y laica) fue resultado de una lucha larga y tenaz que llevó consigo un profundo sentido de renovación política y técnica de la educación como sistema y de la metodología y los instrumentos al servicio de los educadores.
La escuela única, la obra más característica y famosa de una obra larga y compleja que solo caricaturescamente se puede reducir, se publica en 1931 en plena vorágine fundacional republicana. El concepto de escuela única será una alternativa renovadora -e incluso revolucionaria- en un momento de confianza plena en la capacidad transformadora de la educación. Será un intento cargado de utopismo de renovar las estructuras educativas con el fin de unificar en la escuela lo que la sociedad divide. Junto a una reforma de orden externo, el autor propone aquí también una profunda renovación de la escuela en el orden interno, asumiendo los métodos pedagógicos y las técnicas didácticas de la Escuela activa, denominación que fue lanzada por Pierre Bovet y que traduce el vocablo alemán Arbeitsschule utilizado por Georg Kerschensteiner desde 1911.

## Vida personal
En 1912 se casó con María Luisa Navarro Margati, también pedagoga, a la que había conocido en la Escuela de Estudios Superiores de Magisterio. El matrimonio Luzuriaga Navarro tuvo cuatro  hijos, Jorge, escritor y abogado, fallecido también en Buenos Aires en 1997, Carlos, José y  una hija, Isabel Luzuriaga Navarro, psicoanalista, fallecida en Madrid en 2015.

## Epónimo de Instituciones educativas
El Centro de la UNED de Valdepeñas, un Centro de Educación Infantil y Primaria en Valdepeñas, otro en Madrid y la Facultad de Educación de la UCLM de Ciudad Real llevan hoy en día su nombre.

## Obras publicadas

### Libros
- Direcciones actuales de la pedagogía en Alemania. Madrid: Librería Nacional y Extranjera, 1913.
- La enseñanza primaria en el extranjero, 3 vols. Madrid: Rojas, 1915 I; Madrid: Rojas, 1916, II; Madrid: Cosano, 1917 (Publicaciones del Museo Pedagógico Nacional).
- En colaboración con Manuel Bartolomé Cossío, La enseñanza primaria en España, Museo Pedagógico Nacional (MPN), 1915 (2.ª ed.).
- Documentos para la historia escolar de España, Madrid: Centro de Estudios Históricos, 1916-1917, 2 vols. (MPN)
- La preparación de los maestros, Madrid: Imp. de J. Cosano, 1918 (MPN).
- El analfabetismo en España, Madrid: J. Cosano, 1919 (MPN).
- Derecho: primer grado, Madrid: Saturnino Calleja, 1919.
- Ensayos de pedagogía e instrucción pública, Madrid: Hernando, 1920.
- La Enseñanza Primaria en las Repúblicas Hispano-Americanas, Madrid: Museo Pedagógico Nacional, 1921.
- La escuela unificada, Madrid: J. Cosano, 1922 (MPN).
- Las escuelas nuevas, Madrid: J. Cosano, 1923 (MPN).
- Escuelas de ensayo y reforma, Madrid: Imp. de J. Cosano, 1924 (MPN).
- Escuelas activas, Madrid: Imprenta de J. Cosano, 1925 (MPN).
- El libro del idioma Madrid: Publicaciones de la Revista de Pedagogía, 1926 (MPN)
- Bibliotecas escolares. Madrid: J. Cosano, 1927 (MPN).
- La educación nueva Madrid: Imp. J. Cosano, 1927; nueva ed. 1942.
- Programas escolares e instrucciones didácticas en Francia e Italia. Madrid: J. Cosano, 1928 (MPN)
- Concepto y desarrollo de la nueva educación, Madrid: Public. de la Revista de Pedagogía, 1928 (MPN).
- Programas escolares y planes de enseñanza de Alemania y Austria. Madrid: J. Cosano, 1929 (MPN)
- Programas escolares de Bélgica y Suiza (Ginebra). Madrid: J. Cosano, 1930 (MPN).
- La nueva escuela pública. Madrid: Publicaciones de la Revista de Pedagogía, 1931.
- Bases para un anteproyecto de Ley de Instrucción Pública inspiradas en la idea de la escuela única (1931), reedición y puesta al día de su obra de 1918.
- Ideas para una reforma constitucional de la educación pública (1931).
- La escuela única, Madrid: Public. de la Revista de Pedagogía, 1931.
- La nueva escuela pública (1931).
- Antología de la Literatura clásica española. Buenos Aires: Estrada, 1941.
- La Educación Nueva: Tucumán: Universidad Nacional de Tucumán, 1942.
- La pedagogía contemporánea. Tucumán: Universidad Nacional de Tucumán, 1942.
- La enseñanza primaria y secundaria argentina comparada con la de otros países. Tucumán: Universidad Nacional de Tucumán, 1942.
- Reforma de la educación. Buenos Aires: Losada, 1945.
- La escuela nueva pública. Buenos Aires: Losada, 1948.
- Historia de la educación pública, 1946: 3.ª ed. Buenos Aires: Losada, 1959.
- Pedagogía, Buenos Aires: Losada, 1950.
- Historia de la Educación y de la Pedagogía, Buenos Aires: Losada, 1951.
- Pedagogía social y política (1954; 3.ª ed. Buenos Aires: Losada, 1961).
- La educación de nuestro tiempo, Buenos Aires: Losada, 1957; 1961, 2.ª ed.
- Antología pedagógica, Buenos Aires: Losada, 1956.
- La Institución Libre de Enseñanza y la educación en España, Buenos Aires, Universidad Nacional de Buenos Aires, 1958.
- Diccionario de pedagogía Buenos Aires, Losada, 1960.
- Historia de la educación pública: Buenos Aires: Losada, 1964 (4.ª ed.)
- Ideas pedagógicas del siglo XX, Buenos Aires: Losada, 1968 (3.ª ed.).
- Pedagogía social y política, Buenos Aires: Losada, 1968, 5.º ed.

### Artículos
Entre 1913 y 1936 publicó artículos en La Inspección de Primera Enseñanza, El Sol, Boletín de la Institución Libre de Enseñanza (BILE), El Socialista, España y la Revista de Pedagogía.